# 朝がくるまで
「朝がくるまで」(あさがくるまで)は織田哲郎の通算13枚目のシングル。1993年5月12日にBMGルームスから発売された。

## 解説
「朝がくるまで」は、テレビ朝日系ドラマ『セールスレディは何を見た』のエンディングテーマに起用された。
カップリング「Lonely boys, Lonely girls」はアルバム『LIFE』からのリテイク・バージョン。因みにベストアルバム『BEST OF BEST 1000』は本作のジャケット写真を使用しているが収録されていない。

## 収録曲
全作詞・作曲・編曲：織田哲郎
1. 朝がくるまで
2. Lonely boys, Lonely girls

## 参加ミュージシャン
- 織田哲郎 - ギター、キーボード、プログラミング

- 生沢佑一(TWINZER) - コーラス
- 大黒摩季 - コーラス
- 小野塚晃(DIMENSION) - ピアノ
- 勝田かず樹(DIMENSION) - サックス
- 渡辺直樹 - ベース